# حرب الهند الصينية الثالثة
حرب الهند الصينية الثالثة هي عبارة عن سلسلة من النزاعات المسلحة المترابطة، خاصة بين الفصائل الشيوعية المختلفة حول النفوذ الاستراتيجي في الهند الصينية بعد الانتصار الشيوعي في جنوب فيتنام ولاوس وكمبوديا عام 1975. بدأ الصراع بصورة أساسية بسبب استمرار الهجمات والتوغلات من قبل الخمير الحمر في الأراضي الفيتنامية التي سعوا لاستعادتها. أدت هذه الغارات إلى الحرب الكمبودية الفيتنامية التي أطاحت فيها فيتنام الموحدة حديثًا بنظام بول بوت والخمير الحمر، ما أدى بدوره إلى إنهاء الإبادة الجماعية في كمبوديا. كانت فيتنام قد نصبت حكومة بقيادة العديد من معارضي بول بوت، بما في ذلك المنتسبين السابقين للخمير الحمر وأبرزهم هون سن. أدى ذلك إلى احتلال فيتنام لكمبوديا لأكثر من عقد من الزمان. أدى الضغط الفيتنامي، لتدمير الخمير الحمر بالكامل، إلى شن الخمير الحمر هجمات على الحدود مع تايلاند التي وفرت لهم ملاذًا.
عارضت الصين بشدة غزو كمبوديا. شنت القوات المسلحة الصينية عملية عقابية في الحرب الصينية الفيتنامية في فبراير 1979 وهاجمت المقاطعات الشمالية لفيتنام، عازمةً على احتواء النفوذ السوفيتي/الفيتنامي ومنع المكاسب الإقليمية في المنطقة.
من أجل السيطرة الكاملة على كمبوديا، احتاج الجيش الشعبي الفيتنامي إلى طرد قادة ووحدات الخمير الحمر المتبقية، التي تراجعت إلى المناطق النائية على طول الحدود التايلاندية الكمبودية. بعد مؤتمر باريس للسلام في عام 1989، انسحب الجيش الشعبي الفيتنامي من الأراضي الكمبودية. أخيرًا، انتهت الاشتباكات المنتظمة للقوات في المنطقة بعد إبرام اتفاقيات باريس للسلام عام 1991.
في لاوس، استمر التمرد حتى عام 2007، بدعم من الصين وفيتنام.

## خلفية

### الخلاف السوفيتي الصيني
بعد وفاة جوزيف ستالين عام 1953، أصبح نيكيتا خروتشوف زعيمًا للاتحاد السوفيتي. أغضبت إدانته لستالين وعمليات التطهير التي قام بها، وإدخاله سياسات شيوعية أكثر اعتدالًا وسياسة خارجية للتعايش السلمي مع الغرب، القيادة الصينية. كان ماو تسي تونغ يتبع مسارًا ستالينيًا صارمًا، أصر على عبادة الشخصية كقوة موحِدة للأمة. أدت الخلافات حول المساعدة التقنية لتطوير الأسلحة النووية الصينية والسياسات الاقتصادية الأساسية إلى زيادة التنافر بين السوفييت والصينيين باعتبارهم قوى متعارضة ذات نفوذ شيوعي في جميع أنحاء العالم. عندما بدأت حركات إنهاء الاستعمار تتسارع في الستينيات وانزلاق العديد من هذه البلدان إلى العنف، تنافست كل من القوى الشيوعية للسيطرة السياسية على مختلف الدول أو الفصائل المتنافسة في معارك الحرب الأهلية المستمرة. زادت المذاهب الاستراتيجية والسياسية الصينية والسوفيتية المتباينة من الانقسام الصيني السوفيتي في منتصف الخمسينيات.

### التطورات السياسية خلال حرب فيتنام
بررت جمهورية فيتنام الديمقراطية (فيتنام الشمالية)، التي اختارت التحالف مع الاتحاد السوفيتي، التوغل في لاوس وكمبوديا المجاورتين خلال حرب الهند الصينية الثانية بالرجوع إلى الطبيعة الدولية للثورة الشيوعية، إذ إن الهند الصينية هي وحدة إستراتيجية واحدة وساحة معركة واحدة وهناك دور محوري للجيش الشعبي الفيتنامي في تحقيق ذلك. ومع ذلك، فقد أعيقت هذه الأممية من قبل حقائق تاريخية إقليمية معقدة، مثل التناقضات القديمة جدًا بين الصينيين والفيتناميين من جهة والفيتناميين والخمير من جهة أخرى. تدخلت فيتنام الشمالية في الحرب الأهلية بين جيش لاو الملكي وباثيت لاو الشيوعي حتى إنشاء جمهورية لاو الديمقراطية الشعبية ومعاهدة الصداقة والتعاون الموقعة في يوليو 1977. أمنت القوات الفيتنامية الشمالية المتمركزة بشكل دائم الإمدادات الحيوية وحافظت على الطرق ومواقع الانطلاق الاستراتيجية (شبكة طرق هو شي مينه). من عام 1958 فصاعدًا، بدأت القوات القتالية الفيتنامية الشمالية والجنوبية أيضًا في التسلل إلى الأدغال النائية في شرق كمبوديا حيث أكملوا شبكة طرق هو شي مينه. انضم المتمردون الشيوعيون الكمبوديون إلى هذه الملاذات خلال أواخر الستينيات. على الرغم من التعاون، إلا أن الشيوعيين الخمير لم يتبنوا المذاهب الاشتراكية الحديثة وتحالفوا في النهاية مع الصين.
قضى الانسحاب الأمريكي الكامل على الفور على الخصم الرئيسي والمشترك لجميع القوى الشيوعية. تعهدت الأنظمة الشيوعية في كمبوديا وفيتنام ولاوس بالولاء لأحد هذين الفصيلين المتعارضين. اشتعلت الأعمال العدائية التي أعقبت ذلك من العداوات التي دامت قرنًا من الزمان بين فيتنام وكمبوديا، وعلى وجه الخصوص فيتنام والصين.

## الغزو الفيتنامي لكمبوديا
بعد سقوط سايغون وبنوم بنه في أبريل ومايو 1975 والاستيلاء الشيوعي اللاحق على لاوس بعد خمسة أشهر، هيمنت الأنظمة الشيوعية على الهند الصينية. سرعان ما اندلعت الاشتباكات الحدودية المسلحة بين كمبوديا وفيتنام وتصاعدت مع تقدم قوات الخمير الحمر في عمق الأراضي الفيتنامية، وداهمت القرى وقتلت مئات المدنيين. شنت فيتنام هجومًا مضادًا وفي ديسمبر 1978، غزت قوات الجيش الشعبي الفيتنامي كمبوديا، واقتربت من بنوم بنه في يناير 1979 ووصلت إلى الحدود التايلاندية في ربيع 1979.
ومع ذلك، نظرًا لأن الصين والولايات المتحدة وأغلبية المجتمع الدولي عارضوا الحملة الفيتنامية، تمكن الخمير الحمر المتبقون من الاستقرار بشكل دائم في منطقة الحدود التايلاندية الكمبودية. في اجتماع مجلس الأمن التابع للأمم المتحدة، صاغ سبعة من أعضاء عدم الانحياز مشروع قرار لوقف إطلاق النار وانسحاب الفيتناميين الذي فشل بسبب معارضة الاتحاد السوفيتي وتشيكوسلوفاكيا. تسامحت تايلاند مع وجود الخمير الحمر على أراضيها إذ ساعدت في احتواء المقاتلين المحليين الفيتناميين والتايلانديين. على مدار العقد التالي، تلقى الخمير الحمر دعمًا كبيرًا من أعداء فيتنام وعملوا كأداة مساومة في السياسة الواقعية لتايلاند والصين وآسيان والولايات المتحدة.

### الصراع الفيتنامي التايلندي
عملت قوات الخمير الحمر من داخل الأراضي التايلاندية لمهاجمة حكومة جمهورية كمبوتشيا الشعبية الموالية لهانوي. وبالمثل، هاجمت القوات الفيتنامية بشكل متكرر قواعد الخمير الحمر داخل تايلاند. في نهاية المطاف اشتبكت القوات النظامية التايلاندية والفيتنامية في عدة مناسبات خلال العقد التالي. وتصاعد الموقف مع انتهاك السيادة الإقليمية لتايلاند في مناسبات عديدة. نتج عن القتال العنيف العديد من الضحايا من المواجهات المباشرة بين القوات الفيتنامية والتايلاندية. زادت تايلاند قوتها العسكرية واشترت معدات جديدة وبنت جبهة دبلوماسية ضد فيتنام والصين.

## الصراعات الصينية الفيتنامية
هاجمت الصين فيتنام ردًا على احتلال فيتنام لكمبوديا، ودخلت شمال فيتنام واستولت على عدة مدن بالقرب من الحدود. في 6 مارس 1979، أعلنت الصين أن مهمتها العقابية كانت ناجحة وانسحبت من فيتنام. ومع ذلك، أعلنت كل من الصين وفيتنام النصر. حقيقة أن القوات الفيتنامية استمرت في البقاء في كمبوديا لعقد آخر يعني أن حملة الصين كانت فشلاً استراتيجيًا. من ناحية أخرى، أثبت الصراع أن الصين نجحت في منع الدعم السوفييتي الفعال لحليفه الفيتنامي.
مع استمرار حشد القوات، انخرط الجيش الفيتنامي وجيش التحرير الشعبي الصيني في سلسلة أخرى من النزاعات الحدودية والاشتباكات البحرية استمرت عقدًا من الزمن حتى عام 1990. وعادة ما كانت هذه الاشتباكات المحلية في الغالب تتلاشى في مواجهات مطولة، إذ لم يحقق أي من الجانبين أي مكاسب عسكرية طويلة المدى. بحلول أواخر الثمانينيات من القرن الماضي، بدأ الحزب الشيوعي الفيتنامي في تبني سياسة جوي موي (التجديد) وإعادة النظر في سياسته تجاه الصين على وجه الخصوص. اعتُرف بأن العلاقات العدائية المطولة مع الصين تضر بالإصلاحات الاقتصادية والأمن القومي وبقاء النظام. فتح عدد من التنازلات السياسية الطريق أمام عملية التطبيع لعام 1991.